# 정신승리법
정신승리법(精神勝利法, 영어: method of spiritual victory)은 중화민국의 리얼리즘 작가 겸 반-봉건주의 비평가 루쉰의 《아큐정전》(阿Q正傳)에서 사용된 말로, 《아큐정전》의 주인공 '아큐'(阿Q, Ah-Q)는 동네 깡패들에게 얻어맞고는 "나는 아들한테 맞은 격이다. 아들뻘 되는 녀석과는 싸울 필요가 없으니, 나는 정신적으로 패배하지 않은 것이다”는 식으로 자기위안 하면서, 자기보다 힘없는 사람에게는 힘을 행사하고 홧김에는 비구니를 겁탈하려 한다. 루쉰은 이러한 민중의 근성을 아큐의 '정신승리법'에 빗대어 비평하였다.
루쉰은 이러한 '아큐'로부터 중국 인민 전반이 해방될 수 있는 노력을 경주해감으로써 민중혁명을 지도하고자 했던 것이었다. 하지만 아큐 이후로도 지는 것이 이기는 것이다와 같은 정신승리법은 지속되어서 문화적인 작품들 속에서도 그런 사상들을 찾을 수 있다.